# Bemisia tabaci
A mosca-branca (Bemisia tabaci, também informalmente referida como mosca-branca da batata-doce) é uma das várias espécies de mosca-branca que são atualmente importantes pragas agrícolas. Uma revisão em 2011 concluiu que a mosca-branca Bemisia tabaci é na verdade um complexo de espécies contendo pelo menos 40 espécies morfologicamente indistinguíveis.
Ela prospera em todo o mundo em ambientes tropicais, subtropicais e menos predominantemente em habitats temperados. Temperaturas frias matam tanto os adultos quanto as ninfas da espécie. A mosca-branca Bemisia tabaci pode ser confundida com outros insetos, como a mosca-das-frutas comum, mas com uma inspeção cuidadosa, a mosca-branca é um pouco menor e tem uma cor de asa distinta que ajuda a diferenciá-la de outros insetos.
A mosca-branca-de-prata é conhecida nos Estados Unidos desde 1896, mas, em meados da década de 1980, uma cepa agressiva apareceu em plantações de poinsétias, na Flórida. Por conveniência, essa cepa foi chamada destrain B (biótipo B), para distingui-la da infestação mais branda dostrain A Menos de um ano após a sua identificação, descobriu-se que a cepa B mudou para tomates e outras frutas e hortaliças. Em cinco anos, a mosca-branca-de-prata causou mais de US$ 100 milhões em danos à agricultura no Texas e na Califórnia.

## Anatomia e ciclo de vida

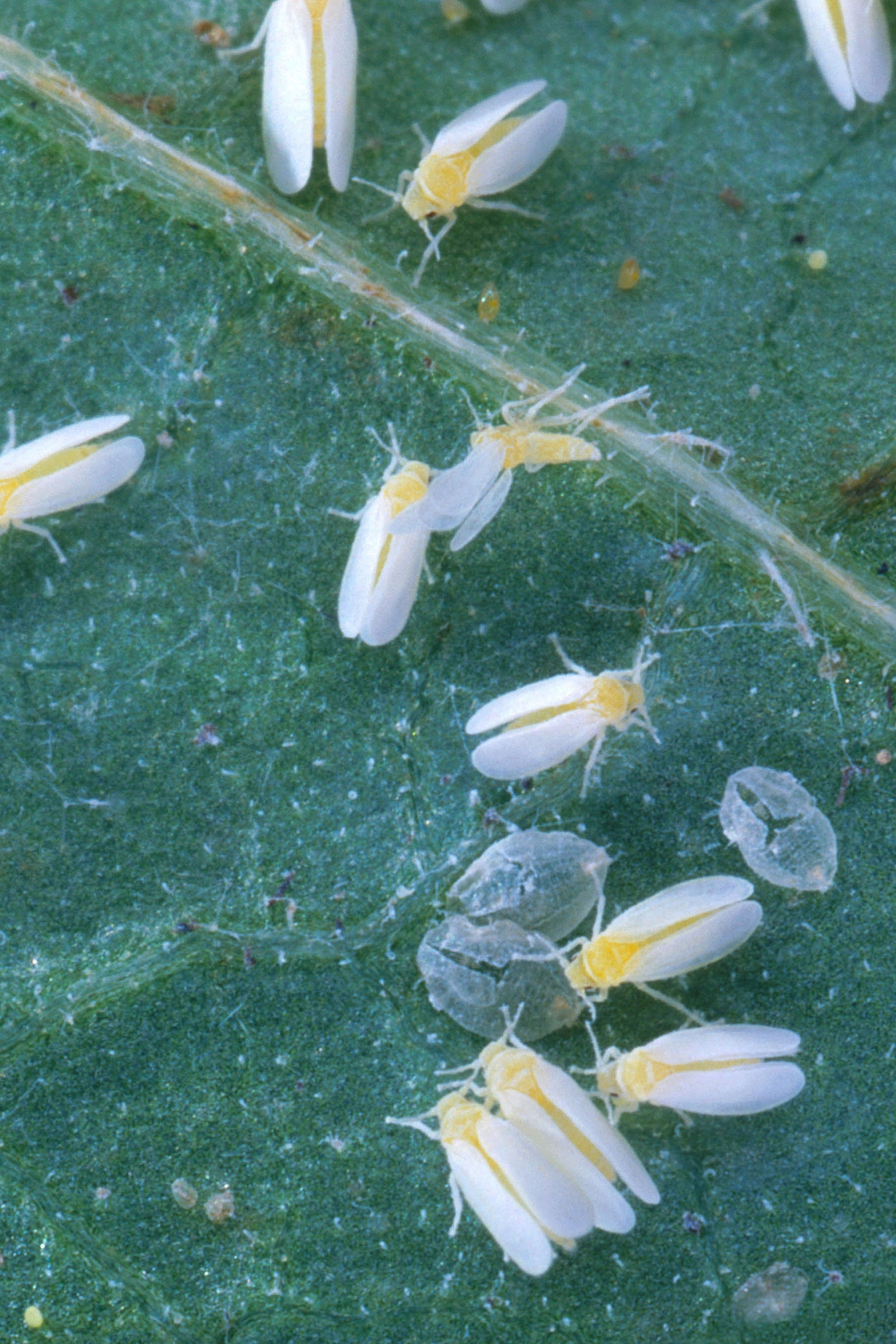
A Bemisia tabaci muda nas folhas. As estruturas vazias prateadas nas folhas são peles descartadas.

A fêmea de B. tabaci põe de 50 a 400 ovos, variando de0.10 to 0.25 mm (0.0039 to 0.0098 in) na parte inferior das folhas. As moscas-brancas fêmeas são diplóides e emergem de ovos fertilizados, enquanto as moscas-brancas masculinas são haplóides e emergem de ovos não fertilizados. Os ovos são colocados em grupos, sendo de tamanho pequeno com dimensões de 0.2 mm (0.0079 in)  largura e 0.1 mm (0.0039 in) de altura. Os ovos são inicialmente de cor esbranquiçada e mudam para uma cor marrom perto da eclosão, dentro de 5 a 7 dias. Após a eclosão, a ninfa da mosca branca se desenvolve através de quatro estágios de larva.

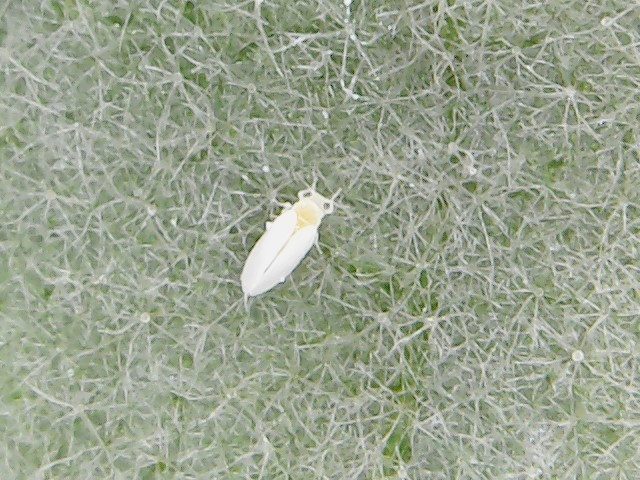
Um adulto de Mosca-Branca Bemisia tabaci na superfície da folha de algodão

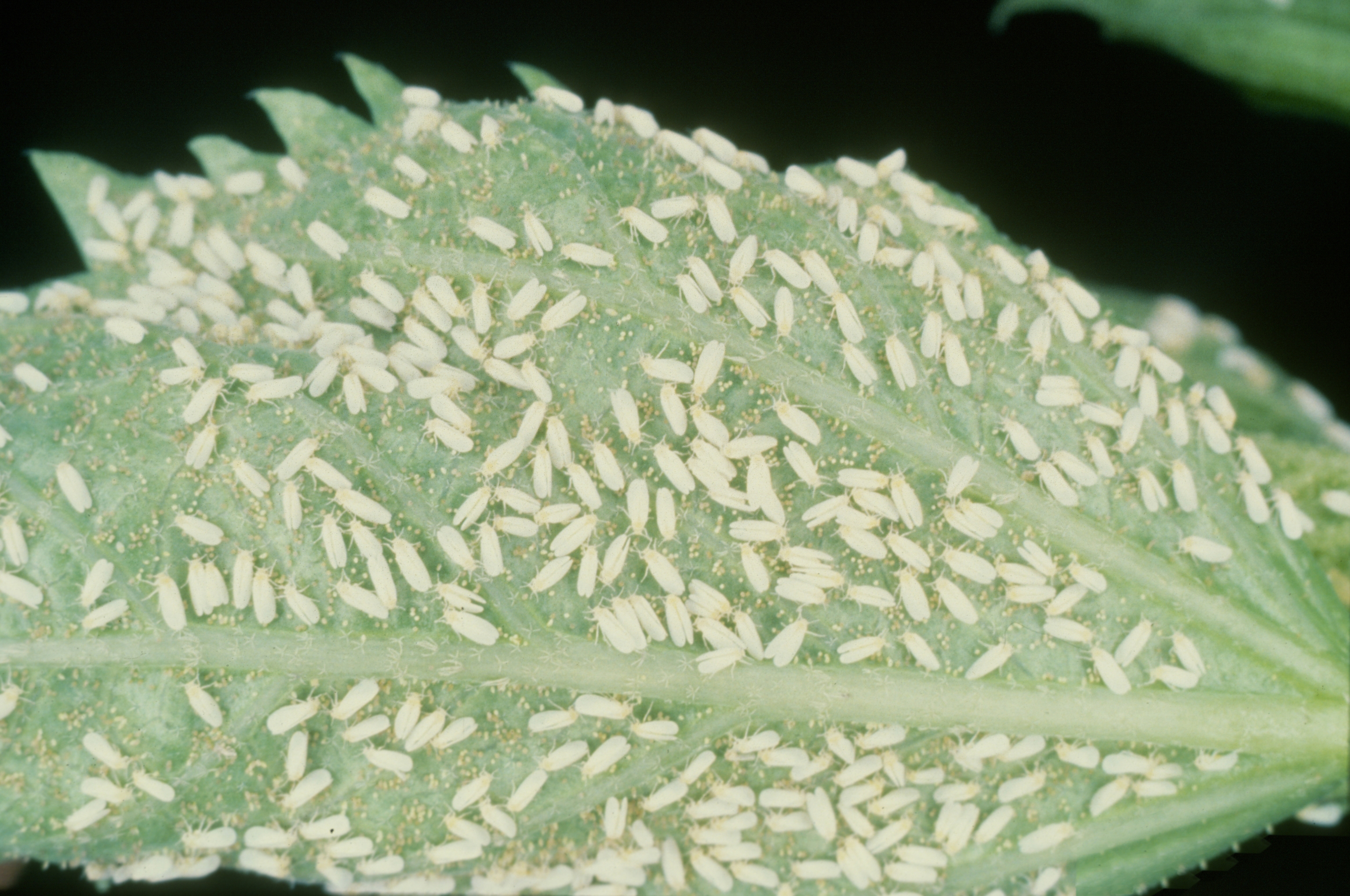
Moscas-brancas Bemisia tabaci adultas em uma folha verde

O primeiro estágio de larva, comumente chamado de crawler, é o único estágio ninfal móvel. A ninfa de primeiro ínstar pode crescer até cerca de 0.3 mm (0.012 in)  e é de cor esverdeada e plana na estrutura do corpo. A ninfa móvel caminha para encontrar uma área adequada na folha com nutrientes adequados e muda para um estágio imóvel. Os próximos três ínstares permanecem no local por 40 a 50 dias, até a muda em um adulto. Exúvia prateada ou peles soltas são deixadas nas folhas. Os ínstares imóveis aparecem opacamente brancos. As ninfas se alimentam espetando a planta com suas peças bucais e sugando os sucos da planta. Após o quarto ínstares, a ninfa se transforma em um estágio de pupa, onde os olhos se tornam uma cor vermelha profunda, a cor do corpo fica amarela e a estrutura do corpo engrossa. Este não é um verdadeiro estágio de pupa, como é encontrado no Endopterygota, mas é semelhante em função. As moscas-brancas adultas têm aproximadamente quatro vezes o tamanho do ovo, com corpos amarelo-claros e asas brancas, o que é atribuído pela secreção de cera nas asas e no corpo. As moscas-brancas adultas podem atingir até 0.9 mm (0.035 in)  de comprimento. Enquanto se alimenta ou descansa, o adulto da mosca branca dobra suas asas em forma de tenda sobre o corpo.

## Distribuição

### Comunidade nativa/original

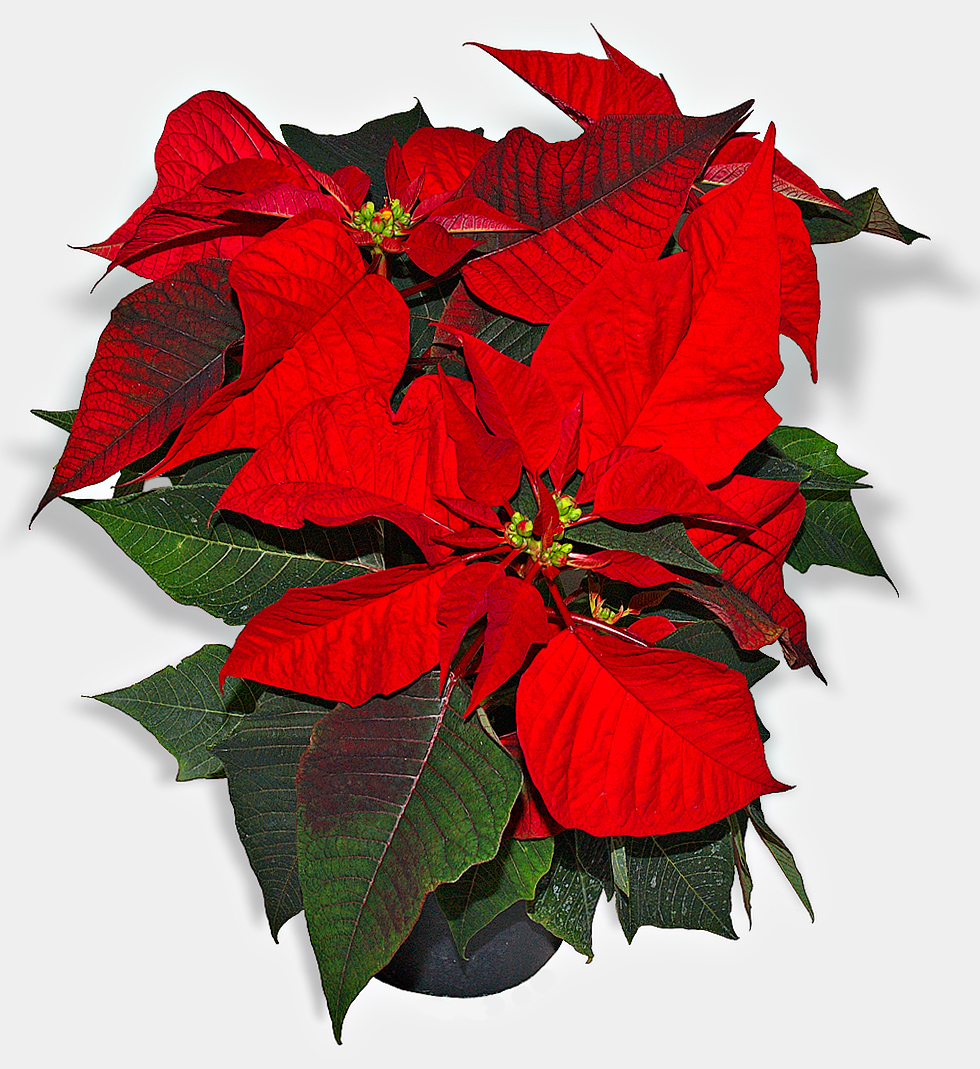
Poinsettia é um dos hospedeiros preferidos da mosca-branca Bemisia tabaci.

Pesquisas indicam que a mosca-branca Bemisia tabaci provavelmente veio da Índia. Uma vez que a mosca-branca está predominantemente associada a áreas de clima tropical / subtropical, o foco muda para como esses insetos tiveram acesso a cultivos em habitats de clima temperado. Uma hipótese sugere que a transferência de plantas decorativas de regiões tropicais pode ter ajudado na disseminação das moscas-brancas Bemisia tabaci para ambientes temperados. A capacidade da mosca-branca de se adaptar a várias plantas facilita a propagação de vírus de plantas perigosos, que esses insetos são notórios por transmitir. As plantas afetadas pela mosca branca incluem: tomate, abóbora, poinsétia, pepino, berinjela, quiabo, feijão e algodão. Outros danos comuns às plantas da mosca-branca incluem: remoção da seiva da planta, quebra das folhas da planta e queda de folhas.

### Faixa introduzida
A mosca-branca Bemisia tabaci é uma praga agrícola invasiva em muitos locais ao redor do mundo, inclusive na Flórida e na Califórnia.

## Impacto comercial
A mosca-branca Bemisia tabaci é considerada uma espécie invasora nos Estados Unidos, bem como na Austrália, África e vários países europeus. Foi classificada como uma praga agrícola na Grécia por volta de 1889 e teve um impacto significativo nas plantações de tabaco. A primeira mosca-branca-de-prata foi encontrada nos Estados Unidos em 1897 em uma safra de batata-doce.
Este pequeno inseto causa danos às plantas através da alimentação e transmissão de doenças das plantas. A mosca-branca Bemisia tabaci se alimenta de suas plantas hospedeiras perfurando o floema ou as superfícies inferiores das folhas com a boca e removendo nutrientes. As áreas afetadas da planta podem desenvolver manchas cloróticas, para onde ou folhas caídas. As moscas brancas também produzem uma substância pegajosa chamada melada, que é deixada no hospedeiro. A melada pode induzir o crescimento de fuligem, o que pode reduzir a capacidade das plantas de absorver a luz. Isso resulta em crescimento mais lento, menor rendimento e plantas de baixa qualidade. Também exige que as colheitas sejam cuidadosamente lavadas após a colheita, o que aumenta os custos de processamento para o produtor.
A mosca-branca Bemisia tabaci também é um vetor notório para doenças de plantas.
A Bemisia tabaci tornou-se um problema sério nas plantações no sudoeste dos Estados Unidos e no México na década de 1980. Os cientistas especulam que esta praga foi introduzida através de plantas ornamentais infestadas trazidas para os Estados Unidos nesta época. As estufas de poinsétias da Flórida foram prejudicadas pela praga a partir de 1986 e, em 1991, a infestação se espalhou pela Geórgia, Louisiana, Texas, Novo México e Arizona para atormentar os produtores da Califórnia. A Califórnia produz aproximadamente 90% da safra de hortaliças de inverno dos Estados Unidos e incorreu em cerca de US $ 500 milhões em danos às culturas devido às populações de moscas-brancas. Em toda a indústria agrícola, acredita-se que essa praga custe ao estado US$ 774 milhões em vendas de plantas ao setor privado, 12.540 empregos e US$ 112,5 milhões em renda pessoal.  Em escala nacional, os Estados Unidos sofreram danos em plantações e plantas ornamentais superiores a US$ 1 bilhão.
Esta espécie de mosca branca é uma praga particularmente devastadora porque se alimenta de mais de 500 espécies de plantas. Hospedeiros comuns são culturas agrícolas, incluindo tomate, abóbora, brócolis, couve-flor, repolho, melão, algodão, cenoura, batata-doce, pepino e abóbora e plantas ornamentais, como poinsétia, murta crepe, rosas de jardim, lantana e lírios. Pode causar danos específicos a certas plantas hospedeiras, como "folha de prata" na abóbora, amadurecimento irregular de tomates, talo branco em brócolis e couve-flor, caule branco em poinsétia e raiz clara em cenoura.

## Receptores nucleares
Bemisia tabaci como todos os artrópodes tem receptores de ecdisona (EcRs) que podem ser úteis para o desenvolvimento de inseticidas. Carmichael et ai., 2005 apresenta a estrutura cristalina de raios X para o domínio de ligação ao ligante 1Z5X do EcR de B. tabaci.

## Controle de pragas integrado
Vários métodos de controle podem ser usados para combater essas pragas agrícolas predominantes. Alguns dos principais métodos de controle incluem aplicação de óleos, uso de inimigos naturais como parasitóides Aphelinidae, emprego de culturas armadilhas, liberação de reguladores de crescimento de insetos e implementação de armadilhas.
A maioria dessas ferramentas de controle tem um efeito mínimo nas propriedades da planta e do solo. Os cientistas estão atualmente se concentrando em atacar a mosca-branca por meio de mecanismos que não causam poluição ou contaminação (ou seja, mecanismos que não sejam inseticidas). É importante poder reduzir o número de indivíduos de B. tabaci que se instalam nas plantas para diminuir os danos às plantas, como os causados por transmissões virais. Isso pode ser feito reduzindo a colonização, diminuindo a oviposição e diminuindo o desenvolvimento populacional.

### Controles biológicos
O controle biológico clássico tem sido a melhor solução sustentável a longo prazo para controlar essas pragas exóticas. No entanto, o sucesso deste método pode ser imprevisível.
Entomologistas do Centro de Pesquisa Agrícola de Terras Áridas dos EUA identificaram as causas mais comuns de morte da mosca-branca como predação por outros insetos, parasitismo e deslocamento induzido pelo clima. Eles enfatizam a importância de explorar o uso de predadores naturais e identificaram predadores pelo uso de ensaio imunoenzimático (ELISA). Verificou-se que o uso de controles biológicos e reguladores de crescimento de insetos produz uma maior relação predador-presa. Reguladores de crescimento de insetos, como buprofezina e piriproxifeno, conservam predadores naturais em comparação com inseticidas convencionais, que podem matar indiscriminadamente populações de predadores e pragas.

#### Inimigos naturais
Predadores, parasitóides e patógenos específicos de moscas-brancas podem manter as populações sob controle.
Espécies em oito ordens de artrópodes são conhecidas por serem predadoras de B. tabaci. Estes incluem membros das famílias Phytoseiidae, Coccinellidae, Syrphidae, Anthocoridae, Nabidae e Miridae, Chrysopidae e Coniopterygidae. Existem atualmente quatro espécies de predadores que estão comercialmente disponíveis para o controle de B. tabaci: Delphastus pusillus, Macrolophus caliginosus, Chrysoperla carnea e C. rufilabris. D. pusillus é uma espécie de besouro preto pequeno e brilhante que suga o conteúdo da mosca-branca-prateada perfurando seu exoesqueleto. Os estágios adulto e larval deste besouro se alimentam de todos os estágios da vida da praga. C. rufilabris só é capaz de se alimentar nos estágios imaturos ou nos estágios larvais de B. tabaci.
Outro inimigo natural da mosca-branca são os parasitóides, que matam seu hospedeiro assim que seu desenvolvimento se completa. Parasitóides nas famílias Platygasteridae, Aphelinidae e Eulophidae são conhecidos por atacar moscas-brancas. O estabelecimento de várias espécies do Velho Mundo de vespas Eretmocerus foi tentado no oeste dos Estados Unidos para controlar B. tabaci. No entanto, diferenças na preferência climática por essas vespas reduziram seu efeito. Os mais bem estudados desses parasitóides de mosca branca são Encarsia formosa e Eretmocerus eremicus, ambos disponíveis comercialmente. A Encarsia formosa "Beltsville Strain", no entanto, não obteve sucesso no controle de B. tabaci biótipo B em estufas comerciais; só consegue controlar a espécie em pequenas estufas experimentais. A espécie Encarsia formosa funciona muito melhor no controle da espécie de mosca branca Trialeurodes vaporariorum do que B. tabaci. Eretmocerus sp. foi encontrado mais bem sucedido em B. tabaci do que a E. formosa "Beltsville Strain". As vespas são mais rápidas na busca de manchas de ninfas hospedeiras são consistentes no controle da população. Uma estratégia de liberação variável de parasitóides foi encontrada capaz de controlar com sucesso populações de B. tabaci. Isso foi feito com a liberação de seis fêmeas parasitóides por semana na primeira metade da estação de crescimento e apenas uma fêmea por semana no restante da estação. Isso melhorou a eficácia das vespas parasitóides, garantindo que elas estivessem continuamente disponíveis para atacar as pragas, mas em números que refletiam a diminuição da população de pragas. Se os inimigos naturais não forem capazes de controlar a população da praga em níveis baixos devido ao aumento significativo da praga, um inseticida compatível com o agente de controle biológico pode ser usado para auxiliar na redução da população da praga para níveis baixos novamente.
Outro mecanismo natural de controle da população de B. tabaci é o uso de patógenos fúngicos. Os patógenos mais comumente conhecidos para a praga da mosca branca são Paecilomyces fumosoroseus, Aschersonia aleyrodis, Verticillium lecanii e Beauveria bassiana. Quando as soluções de esporos de V. lecanii são pulverizadas em ovos de B. tabaci, aproximadamente 89% a 90% desses ovos são mortos. Algumas cepas de mosca branca desenvolveram resistência aos seus patógenos fúngicos, incluindo V. lecanii.

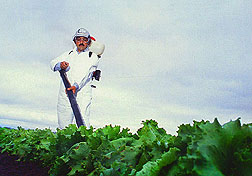
Um técnico está aplicando Beauveria bassiana (um fungo que é um inimigo natural das moscas-brancas Bemisia tabaci) em uma plantação de vegetais perto de Weslaco, Texas.

B. bassiana só é um agente de controle biológico eficaz em condições de baixas temperaturas (máximo de 20 °C (68 °F)) e um nível de umidade superior a 96%. Não foram realizados estudos suficientes para mostrar a produtividade do patógeno fúngico no ambiente do mundo real. Muito do sucesso desse controle biológico em B. tabaci tem sido realizado em laboratório. No entanto, pode-se concluir que, quando o patógeno fúngico é combinado com um inseticida, o efeito sinérgico dos dois induzirá uma maior taxa de mortalidade da mosca-branca. P. fumosoroseus tem uma ampla gama de hospedeiros, mas pode atacar as moscas-brancas em uma variedade de estágios de vida e estes incluem estágios de ovos, ninfas, pupas e adultos. Por outro lado, A. aleyrodis apenas infecta e destrói ninfas e pupas.

### Controles químicos

#### Óleos naturais

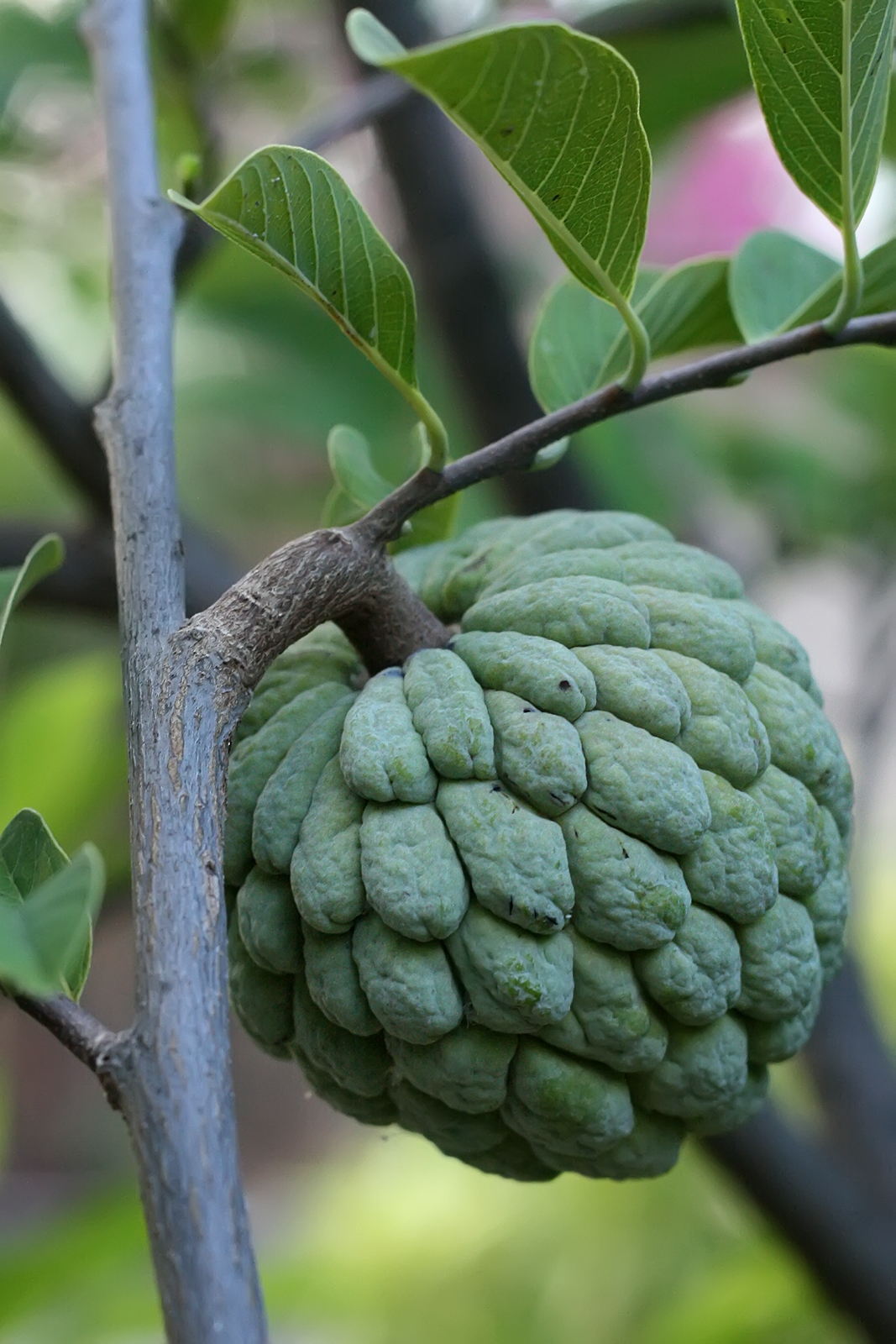
O óleo de semente de maçã é um efetivo controle químico contra a mosca-branca.

Os óleos naturais são outra importante ferramenta no controle de B. tabaci. Atualmente, o óleo mais eficaz no mercado é o óleo ultrafino, que é um produto oleoso parafínico que reduz a fixação das moscas adultas, diminui a oviposição e diminui a transmissão do vírus do enrolamento da folha amarela do tomateiro. O efeito do óleo ultrafino pode ser reforçado através da combinação com óleos como limoneno ou citronelal . O azeite também é altamente eficaz no controle do número de moscas brancas. Outros óleos naturais, como semente de algodão, mamona, amendoim, soja e girassol, podem ser eficazes. O óleo de amendoim foi o mais eficaz deste grupo na redução da população. Todos esses óleos causam mortalidade direta aos estágios de vida imaturos da mosca-branca em contato e reduzem a sedimentação e a oviposição dos adultos quando pulverizados nas folhas das plantas. O óleo extraído das sementes de maçã também se mostrou eficaz contra a mosca-branca. Este óleo faz com que a ninfa da mosca branca diminua de tamanho e, portanto, se solte da planta de tomate, levando à fome. O óleo de semente de pinha não é fitotóxico para plantas de tomate em qualquer concentração e reduz a taxa de sobrevivência da praga.

#### Reguladores de crescimento de insetos
Os inseticidas podem ser caros e têm um risco crescente de resistência por moscas brancas. No entanto, o regulador de crescimento de insetos pyriproxyfen foi encontrado com sucesso na redução das populações de mosca-branca em plantas urbanas, incluindo abobrinha, pepino e abóbora. Esse hormônio é um análogo do hormônio juvenil, que afeta o equilíbrio hormonal e a quitina em insetos imaturos, causando deformação e morte durante a muda e a pupação. Este regulador de crescimento de insetos não mata moscas-brancas adultas e tem baixa toxicidade para mamíferos, peixes, pássaros e abelhas.

### Controles mecânicos

#### Armadilhas e coberturas feitas pelo homem
Armadilhas oferecem um método livre de pesticidas de controle de B. tabaci. A armadilha CC equipada com diodo emissor de luz (LED-CC) foi desenvolvida pelo fisiologista vegetal Chang-Chi Chu e Thomas Henneberry. Originalmente, a armadilha era usada para monitorar a população de moscas-brancas, mas à medida que a armadilha foi aprimorada, foi usada em programas de controle para limitar as populações de pragas de mosca-branca. A armadilha em si inclui uma luz LED verde que atrai e prende as moscas brancas. O dispositivo LED funciona melhor à noite e é barato e durável. Além disso, o LED não prejudica predadores e parasitóides da mosca-branca.
Outra técnica usada para reduzir os danos causados pelo vírus inclui o uso de coberturas flutuantes, que são coberturas usadas para evitar que as plantas sejam expostas a pragas. Estudos de campo realizados na Austrália mostraram que o uso de coberturas flutuantes juntamente com reguladores de crescimento de insetos aumenta o rendimento e a qualidade dos frutos colhidos e reduz os danos causados pelos vírus às cucurbitáceas. 

#### Armadilhas

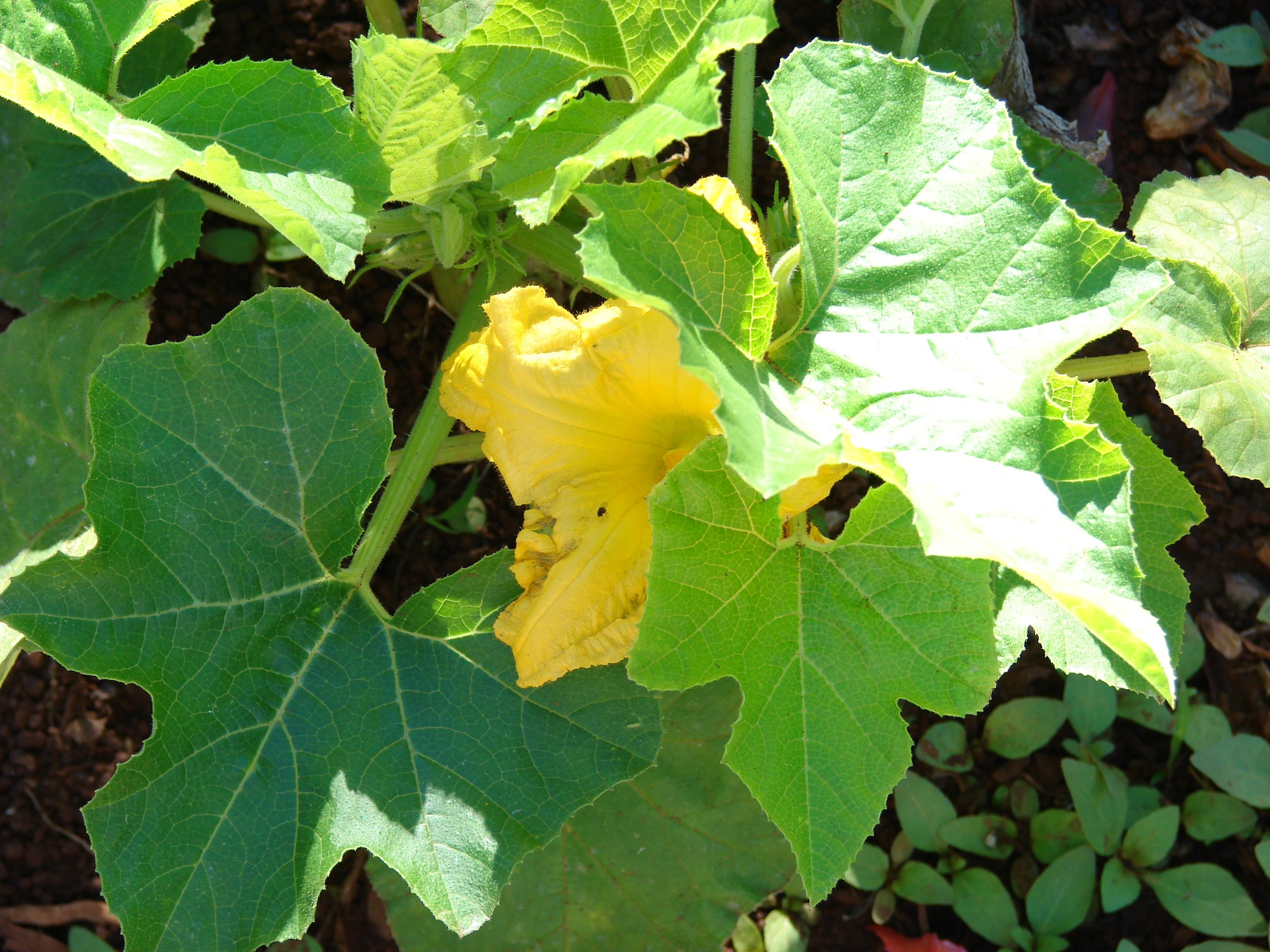
As culturas de abóbora são efetivamente usadas como armadilhas para atrair a mosca-branca Bemisia tabaci.

Outro controle importante é o uso de outras culturas como fonte de culturas armadilhas. As abóboras podem atuar como armadilhas para a mosca-branca-de-prata devido à atração das moscas por essas culturas. As moscas-brancas Bemisia tabaci são realmente mais atraídas pela plantação de abóboras do que pelo tomateiro. Quando a abóbora serve como uma cultura armadilha, o vírus da folha de ondulação amarela do tomate pode ser controlado e limitado. Experimentos científicos mostram nos campos que o cultivo de abóboras em torno das áreas onde os tomateiros podem ser encontrados é uma manipulação útil na regulação da população de mosca-branca-prateada, bem como na transmissão de TYLCV. Outras plantas que podem servir como armadilhas incluem melão e pepino.

### Controles culturais
Através de um método de controle cultural, diferentes áreas de plantio podem limitar a quantidade de plantas infectadas com B. tabaci. Plantar culturas hospedeiras diferentes umas das outras diminuirá o número de plantas que as moscas poderão infectar. Assim, o melhor controle é maximizar a distância e o intervalo de tempo entre as culturas hospedeiras. Um bom saneamento nas culturas de inverno e primavera também é necessário para a manutenção e controle da população de moscas. As ervas daninhas e os resíduos da cultura hospedeira devem ser removidos imediatamente para evitar a infestação. Coberturas de cobertura de prata/alumínio podem repelir a mosca-branca adulta. Assim, ao plantar sementes, colocar uma cobertura de polietileno refletivo nos canteiros reduzirá significativamente a taxa de colonização.
Os controles culturais são muito importantes para culturas como hortaliças e frutas. Por exemplo, na família Cucurbitaceae, vegetais como melancia e abóbora contraem o vírus do amarelecimento da veia da abóbora (SqVYV) pela mosca-branca da folha de prata. O vírus SqVYV descoberto pelo fitopatologista Benny Bruton e Shaker Kousik é essencialmente uma doença incapacitante da melancia, que leva ao colapso da videira da melancia, causando a morte da melancia antes da colheita. Kousik e o patologista Scott Adkins, da Unidade de Pesquisa de Patologia de Plantas Subtropicais da ARS, trabalharam juntos na triagem do germoplasma de melancia quanto à resistência ao SqVYV, na busca de fontes potenciais de resistência em melancia de tipo selvagem. Kousik examinou diferentes combinações de inseticidas e cobertura plástica prateada que poderiam ser usadas para reduzir as populações de mosca-branca.